# Chinese Professional Baseball League

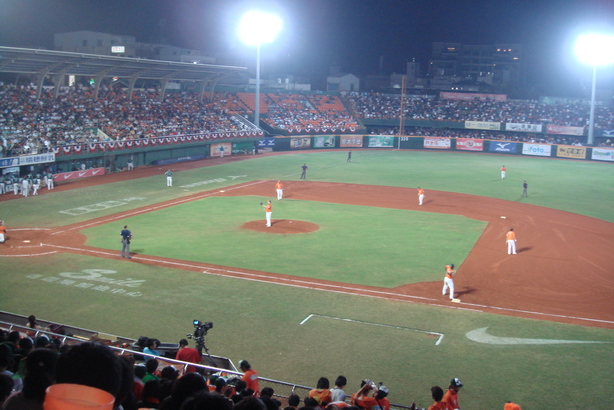
Stadio di Baseball Municipale di Tainan

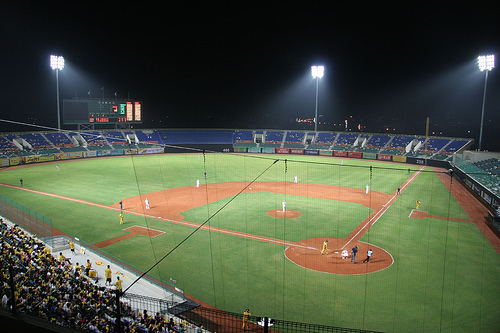
Stadio di Baseball di Douliu

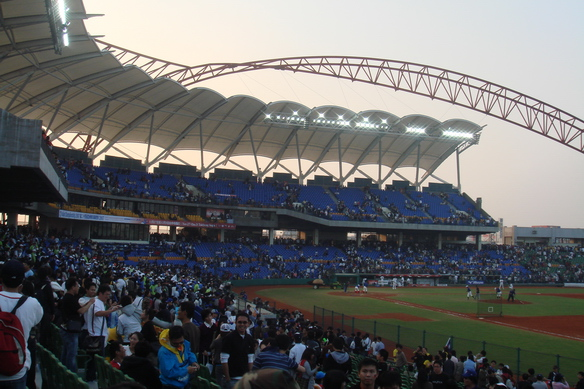
Stadio Intercontinentale di Taichung

La Chinese Professional Baseball League (CPBL; 中華職業棒球大聯盟T) è il massimo livello del campionato di baseball di Taiwan. La lega è stata fondata nel 1989 e la prima stagione è stata giocata nel 1990. La CPBL ha in seguito assorbito la rivale Taiwan Major League nel 2003. Dalla stagione 2009 il campionato è disputato da quattro squadre, che diventeranno cinque dal 2021.

## Storia
Il baseball fu introdotto per la prima volta a Taiwan durante Dominio giapponese e guadagnò popolarità quando le squadre nazionali di baseball della piccola lega vinsero numerosi campionati Little League World Series negli anni '70 e '80. Anche la squadra nazionale di baseball si è comportata eccezionalmente bene in molte competizioni internazionali. Tuttavia, lo sviluppo del baseball a Taiwan fu limitato a causa della mancanza di un campionato professionistico, e quindi molti giocatori erano riluttanti a impegnarsi in questo sport.
L'idea di formare una lega di baseball professionistica a Taiwan è stata suggerita per la prima volta dal presidente locale del Brother Hotel, Hung Teng-Sheng (洪騰勝). Ha formato la sua squadra di baseball amatoriale Brother Hotel nel 1984 e intendeva professionalizzare la sua squadra e formare una lega professionistica entro pochi anni. Per tutto il 1988 e il 1989, Hung visitò numerose aziende taiwanesi, cercando di convincerle a formare club di baseball professionistici. La maggior parte delle sue richieste furono respinte, ma Wei Chuan Corporation, Mercuries Chain Stores e Uni-President Corporation supportarono l'idea e formarono squadre. La Chinese Professional Baseball League è stata fondata il 23 ottobre 1989, con Hung Teng-sheng in qualità di segretario generale. A causa del suo contributo al baseball professionistico a Taiwan, Hung viene talvolta definito il "padre del CPBL". Chung Meng-shun (鍾孟舜) ha disegnato ogni logo originale delle quattro squadre fondatrici.

### 31ª stagione nel 2020
A causa della epidemia di coronavirus, il giorno di apertura originale, il 14 marzo, della 31 stagione CPBL è stato anticipato per adeguarsi al  torneo finale di qualificazione delle Olimpiadi di Tokyo 2020 è stato costretto a rinviare.
Il 1 aprile, CPBL ha annunciato che la stagione sarebbe iniziata l'11 aprile quando i Rakuten Monkeys avrebbero ospitato i Chinatrust Brothers con le partite giocate a porte chiuse.
 Ciò ha ricevuto una copertura internazionale perché altri importanti campionati di baseball come MLB in Nord America, NPB in Giappone e KBO in Corea del Sud, ancora gravemente colpiti dall'epidemia di virus, non sono stati in grado di confermare le date di apertura delle rispettive stagioni
. L'annuale CPBL All-Star Game è stato cancellato per la prima volta per adattarsi al programma compatto.
Nel maggio 2019, il Commissario Wu ha annunciato ufficialmente che il CPBL ha accettato che il Ting Hsin International Group si unisca come Wei Chuan Dragons riattivati. Hanno partecipato alla lega minore nel 2020 e prevedevano di tornare nella lega maggiore nel 2021.

### Taiwan Major League
Nel 1997, la neonata Taiwan Major League iniziò a competere con il CPBL. Le due leghe erano spesso in competizione tra loro, ma alla fine la TML si fuse con la CPBL.

## Organizzazione
Tutte le squadre sono di proprietà di grandi società taiwanesi e prendono il loro nome, una pratica simile vista nella NPB del Giappone e nella KBO della Corea del Sud. Ogni squadra gestisce un mercato regionale con una città natale, ma non gioca le sue partite esclusivamente in quel mercato. Oltre alle città di origine, le partite della stagione regolare si svolgono anche a Hsinchu, Douliou, Chiayi, Pingtung, Luodong, Hualien e Taitung con meno frequenza.
Ogni stagione va da marzo a ottobre, con una settimana di pausa all-star a giugno o luglio, che separa la stagione nella prima e nella seconda metà della stagione. I playoff si svolgono a fine ottobre o inizio novembre, con tre squadre che gareggiano in due turni. Una squadra può qualificarsi per i playoff vincendo un titolo di mezza stagione o ottenendo un posto wild card raggiungendo il posto più alto nelle classifiche stagionali. Se una squadra vince un titolo di mezza stagione, non verrà considerata nelle classifiche stagionali quando verrà deciso il vincitore della wild card. Se entrambe le mezze stagioni sono state vinte dalla stessa squadra, verrà assegnato un altro posto wild card attraverso lo stesso meccanismo dopo che è stato assegnato il primo posto.
A causa della recente riduzione del numero delle squadre, il regolamento di cui sopra potrebbe essere modificato per adattarsi meglio alla situazione attuale.
Dal 2005 la squadra campione rappresenterà Taiwan nella Asia Series per competere con altre squadre campione di Nippon Professional Baseball (Japan Series), KBO League (Korean Series), l'Australian Baseball League (Claxton Shield) e la Confederation of European Baseball (Coppa dei Campioni).

### Giocatori stranieri
Uno stipendio mensile tipico per un giocatore straniero è compreso tra 5.000 e 12.000 USD, queste posizioni sono normalmente ricoperte da AA, AAA o leghisti minori giapponesi. Il numero di giocatori stranieri ammessi nel roster di una squadra è limitato a quattro. Dei quattro giocatori solo tre potranno essere attivati nel roster della Major League, il restante straniero potrà allenarsi e prepararsi con la squadra oppure giocare nelle minor. Un giocatore straniero, una volta inviato nella squadra della lega minore, deve attendere una settimana prima di poter essere richiamato nella lega maggiore.
Ai giocatori stranieri, provenienti da regioni diverse dal Giappone e dalla Corea del Sud, vengono assegnati epiteti cinesi per aumentare la familiarità con i tifosi taiwanesi. Questi epiteti, solitamente lunghi da due a tre caratteri, sono generalmente traslitterazioni sciolte dei nomi dei giocatori e sono generalmente scelti come termini intesi a trasmettere forza o potenza. Un esempio è Jeff Andra, il cui epiteto è "Feiyong" (飛勇) - che significa, letteralmente, un uomo coraggioso che vola. Recentemente, tuttavia, alla maggior parte dei giocatori stranieri viene semplicemente fornita una trascrizione cinese diretta. Alcuni giocatori (per lo più giocatori stranieri) hanno ora adottato l'usanza nel resto del mondo inserendo i loro cognomi sul retro delle maglie utilizzando l'alfabeto latino. Alcune squadre ora hanno adottato maglie con l'alfabeto latino, una tendenza che ha preso piede negli ultimi anni. I Fubon Guardians hanno solo uniformi con questo tipo di uniformi, e le altre squadre adottano tali maglie occasionalmente.

## Squadre
| Club                         | Nome cinese    | Città        | Stadio                                      | Capacità | Nella lega dal |
| ---------------------------- | -------------- | ------------ | ------------------------------------------- | -------- | -------------- |
| CTBC Brothers                | 中信兄弟       | Taichung*    | Taichung Intercontinental Baseball Stadium* | 20,000   | 1990           |
| Fubon Guardians              | 富邦悍將       | Nuova Taipei | Xinzhuang Baseball Stadium                  | 12,500   | 1993           |
| Rakuten Monkeys              | 樂天桃猿       | Taoyuan      | Taoyuan International Baseball Stadium      | 20,000   | 2004           |
| Uni-President 7-Eleven Lions | 統一7-ELEVEN獅 | Tainan       | Tainan Municipal Baseball Stadium           | 12,000   | 1990           |
| Wei Chuan Dragons            | 味全龍         | Hsinchu      | Hsinchu CKS Baseball Stadium                | 10,000   | 2019           |

* I Brother Elephants non hanno raggiunto un accordo con Governo della città di Taichung, ma giocano comunque le partite casalinghe nel mercato regionale. 

## Squadre scomparse
- China Times Eagles (時報鷹) (1993–1997)
- Chinatrust Whales (中信鯨) (1997–2008)
- dmedia T-REX (米迪亞暴龍) (2003–2008)
- Mercuries Tigers (三商虎) (1990–1999)

## Squadre vincitrici
| Squadra                        | Vittorie | Sconfitte |
| ------------------------------ | -------- | --------- |
| Uni-President Lions            | 9*       | 6         |
| Rakuten Monkeys                | 7        | 2         |
| CTBC Brothers                  | 7*       | 7         |
| Wei Chuan Dragons              | 4        | 2         |
| Fubon Guardians                | 3        | 5         |
| Chinatrust Whales (scomparsa)  | 0        | 2         |
| China Times Eagles (scomparsa) | 0        | 1         |
| Macoto Cobras (scomparsa)      | 0        | 1         |
| Mercuries Tigers (scomparsa)   | 0        | 1         |

* Le Taiwan Series non sono state disputate nel 1992, 1994 e 1995 poiché i Brother Elephants e gli Uni-President 7-Eleven Lions hanno vinto i relativi titoli in virtù della vittoria in entrambe le metà della stagione; pertanto in quelle tre stagioni non ci sono squadre sconfitte alle Taiwan Series.
* Al 2019.